# تكيف متعدد الجينات
يصف التكيف متعدد الجينات (بالإنجليزية: Polygenic adaptation)‏ عملية يتكيف فيها السكان بواسطة تغييرات صغيرة في تواتر الأليل في مئات أو آلاف المواقع الكروموسومية.
العديد من السمات في البشر والأنواع الأخرى متعددة الجينات للغاية، أي تتأثر بالتباين الجيني الدائم في مئات أو آلاف المواقع. في ظل الظروف العادية، يحكم الاختلاف الجيني الكامن وراء هذه السمات بواسطة الاصطفاء التثبيتي، حيث يعمل الانتقاء الطبيعي على جعل السكان قريبين من النمط الظاهري الأمثل. ومع ذلك، إذا تغير النمط الظاهري الأمثل، فيمكن للسكان التكيف عن طريق التحولات الاتجاهية الصغيرة في تواتر الأليل المنتشرة عبر جميع المتغيرات التي تؤثر على خلة (النمط الظاهري). يمكن أن يحدث التكيف متعدد الجينات بسرعة نسبيًا (كما هو موضح في معادلة الوروثية)، ولكن من الصعب اكتشافه من البيانات الجينية لأن التغيرات في تواتر الأليل في مواقع فردية صغيرة جدًا.
ويمثل التكيف المتعدد الجينات بديلاً للتكيف عن طريق عمليات مسح اصطفافي. في نموذجات الاجتياح الانتقائية الكلاسيكية، تكتسح طفرة جديدة واحدة مجموعة للتثبيت، وتطهير الاختلاف من منطقة الارتباط حول الموقع المحدد. ركزت النموذجات الأحدث على عمليات الاجتياح الجزئية، وعلى عمليات المسح اللينة- أي عمليات المسح التي تبدأ من الاختلاف الدائم أو تتكون من متغيرات شاملة متعددة في نفس المكان. تركز كل هذه النموذجات على التكيف بواسطة التغييرات الجينية في مكان واحد وتفترض عمومًا تغييرات كبيرة في تواتر الأليل.
يرتبط مفهوم التكيف متعدد الجينات بالنماذج الكلاسيكية من علم الوراثة الكمومي. ومع ذلك، عادة ما تجرد النماذج التقليدية في علم الوراثة الكمي مساهمات المواقع الفردية من خلال التركيز بدلاً من ذلك على وسائل وتباينات الدرجات الجينية. في المقابل، أكدت نماذج علم الوراثة السكانية وتحليل البيانات عمومًا على نموذجات التكيف بواسطة المسح الاصطفافي في المواقع الفردية. تم تطوير الصياغة الحديثة للتكيف متعدد الجينات في علم الوراثة السكانية في زوج من مقالات الاستعراض لعام 2010.

## أمثلة على التكيف المتعدد الجينات
يُفترض أن التكيف متعدد الجينات هو الطريقة السائدة للتكيف في الاصطفاء الاصطناعي، عندما تخضع النباتات أو الحيوانات لاستجابات سريعة للضغوط الانتقائية. ومع ذلك، في معظم الحالات، فإن المواقع الجينية الفعلية المعنية ليست معروفة بعد (ولكن انظر على سبيل المثال،).
توجد أفضل الأمثلة المفهومة في الوقت الحاضر، للتكيف متعدد الجينات في البشر، ولا سيما بالنسبة للطول، وهي سمة يمكن تفسيرها باستخدام بيانات من دراسات الترابط الجينومي الكامل. في ورقة بحثية عام 2012، أظهر جويل هيرشهورن وزملاؤه أن هناك ميلًا ثابتًا لأن تكون الأليلات «الطويلة» في المواقع المهمة على مستوى الجينوم بترددات أعلى في شمال أوروبا مقارنة بجنوب أوروبا. فسروا هذه الملاحظة للإشارة إلى أن الاختلاف في متوسط الارتفاع بين الأوروبيين الشماليين والجنوبيين هو في الأقل وراثي جزئيًا (على عكس البيئة) وأنه مدفوع بالاختيار. تم تكرار هذه النتيجة أثناء الدراسات اللاحقة، ولكن العامل البيئي الذي يحرك الاختيار لا يزال غير واضح. أظهرت دراسة للتكيف متعدد الجينات في اللغة الإنجليزية أن الاختيار على الطول كان له تأثيرات صغيرة على تواتر الأليل (< 1٪) عبر معظم الجينوم، ووجدت أدلة على التكيف متعدد الجينات في مجموعة متنوعة من السمات الأخرى بالإضافة إلى اختيار زيادة حجم ولادة الرضع وزيادة حجم الورك والخصر الأنثوي.